# Подлиповица
Подлиповица (словен. Podlipovica) је насељено место у општини Загорје об Сави, Засавска регија, Словенија.

## Историја
До територијалне реорганизације у Словенији била је у саставу старе општине Загорје об Сави.

## Становништво
У попису становништва из 2011. године, Подлиповица је имала 476 становника.
| Број становника према пописима | Број становника према пописима | Број становника према пописима |
| ------------------------------ | ------------------------------ | ------------------------------ |
| 1991                           | 2002                           | 2011                           |
| 432                            | 481                            | 476                            |

Напомена: Године 1990. умањено за делове насеља који су припојени насељима Излаке, Ореховица и Шемник, а исте године увећано за део насеља Разпотје. Године 1991. повећан за део насеља Шемник.